# Ted Bramley
Edward F. 'Ted' Bramley (* 1905 in Westminster; † Februar 1989) war ein britischer Politiker der Kommunistischen Partei Großbritanniens (CPGB).

## Leben und Tätigkeit
Bramley wuchs als eines von vier Kindern des Arbeiters Frank Bramley und seiner Frau Alice in ärmlichen Verhältnissen in London auf. Der Vater war ein in der Sozialdemokratischen Föderation organisierter Sozialist und die Mutter Anhängerin der Frauenrechtsbewegung. Während seiner Kindheit siedelte die Familie zeitweise nach Nordamerika über, wo der Vater in Detroit und Ontario arbeitete, bevor sie während des Ersten Weltkrieges nach Großbritannien zurückkehrte.
Bramley brach den Schulbesuch 1919 im Alter von 14 Jahren ab, um stattdessen bis 1926 als Ingenieur zu arbeiten. Zu dieser Zeit trat er in die Amalgamated Engineering Union (AEU) ein. 1927 wurde er Mitglied der CPGB, in der er 1932 zum Mitglied des Zentralkomitees gewählt wurde.
Bei der Unterhauswahl von 1931 und bei einer Nachwahl im Jahr 1934 kandidierte Bramley im Wahlkreis Hammersmith North erfolglos für einen Sitz im House of Commons, dem britischen Parlament. 1937 wurde er als Nachfolger von Dave Springhall zum Bezirkssekretär der CPGB für London ernannt und blieb dies bis 1947. Seine Bewerbung um Aufnahme in die britische Armee während des Zweiten Weltkrieges wurde aufgrund einer Tuberkuloseerkrankung abgelehnt.
Aufgrund seiner Stellung als einer der prominentesten Kommunisten in Großbritannien geriet Bramley Ende der 1930er Jahre in das Visier der nationalsozialistischen Polizeiorgane: Im Frühjahr 1940 setzte das Reichssicherheitshauptamt in Berlin ihn auf die Sonderfahndungsliste G.B., ein Verzeichnis von Personen, die im Falle einer erfolgreichen deutschen Invasion Großbritanniens durch die Sonderkommandos der SS-Einsatzgruppen mit besonderer Priorität ausfindig gemacht und verhaftet werden sollten.
1946 wurde Bramley für den Bezirk Mile End in den London County Council gewählt. 1947 trat er als CPGB-Bezirkssekretär in London zurück. Bei den Unterhauswahlen 1951 kandidierte er ein letztes Mal – im Wahlkreis Stepnjy – um einen Sitz im britischen Parlament.
Zu Beginn der 1950er Jahre zog Bramley sich aus der Öffentlichkeit zurück. Er ließ sich in Herefordshire nieder, wo er sich der Landwirtschaft widmete.